# Miękinia (gmina)
Pour les articles homonymes, voir Miękinia.
Miękinia est une gmina rurale du powiat de Środa Śląska, Basse-Silésie, dans le sud-ouest de la Pologne. Son siège est le village de Miękinia, qui se situe environ 13 km à l'est de Środa Śląska, et 20 km à l'ouest de la capitale régionale Wrocław.
La gmina couvre une superficie de 179,48 km2 pour une population de 11 635 habitants.

## Géographie
La gmina est bordée par la ville de Wrocław et les gminy de Brzeg Dolny, Kąty Wrocławskie, Kostomłoty, Oborniki Śląskie et Środa Śląska.
La gmina contient les villages de Białków, Błonie, Brzezina, Brzezinka Średzka, Czerna, Gałów, Głoska, Gosławice, Kadłub, Krępice, Księginice, Lenartowice, Łowęcice, Lubiatów, Lutynia, Miękinia, Mrozów, Pisarzowice, Prężyce, Radakowice, Wilkostów, Wilkszyn, Wojnowice, Wróblowice, Zabór Wielki, Zakrzyce, Źródła et Żurawiniec.